# Konstanty Jelec
Konstanty Jelec herbu Leliwa (zm. 4 czerwca 1634 roku) – podstoli kijowski w latach 1625–1634.
Poseł województwa kijowskiego na sejm 1607 roku. Poborca podatkowy wojewódzki w latach 1611, 1628, 1630, 1634, sędzia kapturowy w 1632 roku.